# Tremors 6 – Ein kalter Tag in der Hölle
Tremors 6: Ein kalter Tag in der Hölle (Originaltitel: Tremors: A Cold Day in Hell) ist eine US-amerikanische Horrorkomödie und die Fortsetzung von Tremors 5 – Blutlinien aus dem Jahr 2015. Don Michael Paul drehte den Film 2017 als eine Direct-to-Video-Produktion, welche im Mai 2018 veröffentlicht wurde. Michael Gross und Jamie Kennedy sind erneut in den Hauptrollen zu sehen. Im Jahr 2020 erschien mit Tremors: Shrieker Island der siebte Teil der Filmreihe.

## Handlung
Gut zwei Jahre sind vergangen, seit die „Graboiden“ und die „Arschknaller“ Südafrika in Angst und Schrecken versetzt haben.
Diesmal kehren sie jedoch in der arktischen Tundra Kanadas zurück.
Burt Gummer, inzwischen neuer Inhaber von Walter Changs Market und letzter Einwohner der ausgestorbenen Stadt Perfection, schlägt sich gerade mit der Steuerbehörde herum, weil er 20 Jahre lang keine Steuern mehr gezahlt hat.
Als Burt von den „Graboiden“-Angriffen in Kanada hört, reist er sofort mit seinem Sohn Travis B. Welker dorthin, um den Fall zu untersuchen.
Dort angekommen, lernen die beiden Dr. Rita Sims, das Forscherteam und Valerie McKee, die Tochter von Val McKee und Rhonda LeBeck kennen. Kurz darauf werden sie von einem „Arschknaller“ angegriffen. Während des Kampfes bricht Burt zusammen, es gelingt ihm aber noch, den „Arschknaller“ zu töten.
Bei den Untersuchungen stellt Dr. Sims fest, dass sich in Burts Körper Bakterien aus dem Magen eines „Graboiden“ befinden. Diese sondern seit einiger Zeit ein tödliches Gift ab. Auf die Frage hin, wie diese Parasiten in den Körper gelangen konnten, erinnert sich Burt daran, wie er 2001 (während Tremors 3 – Die neue Brut) von einem „Graboiden“ verschluckt und von Jack Sawyer gerettet wurde. Es bleiben Burt nun nur noch 48 Stunden Zeit, ein Gegengift aus dem Sekret eines lebendigen „Graboiden“ herzustellen, wofür man aber ein Exemplar lebend fangen müsste.
Plötzlich wird das Camp angegriffen und einige Menschen verlieren ihr Leben. Während Travis einen „Graboiden“ lebend fangen will, um Burt zu retten, will dieser die Wesen lieber tot sehen. Es gelingt ihnen, einen der Würmer zu töten. Kurz darauf bricht Burt komplett zusammen.
Burts Zustand verschlechtert sich weiter und er ist dem Tode nahe. Travis, der seinen Vater retten will, überlegt, wie man einen „Graboiden“ lebend fangen kann. Nachdem Travis mit einem Angestellten der Regierung Amerikas ausgehandelt hat, dass Burts Steuerschulden erlassen werden und er auch in der Zukunft steuerfrei bleibt, gelingt es ihnen mit vereinten Kräften, den letzten kanadischen „Graboiden“ zu fangen. Im letzten Moment kann Dr. Sims ein Gegenmittel erstellen und Burt das Leben retten.
Nachdem Burt wieder geheilt ist, tötet er den letzten lebenden kanadischen „Graboiden“. Travis küsst Dr. Sims, dann kehrt er mit Burt nach Perfection zurück.

## Synchronisation
Die deutschsprachige Synchronisation erfolgte durch SPEEECH Audiolingual Labs in München unter der Dialogregie von Wolfgang Müller.
| Rolle            | Darsteller/in    | Deutsche Synchronstimme |
| ---------------- | ---------------- | ----------------------- |
| Burt Gummer      | Michael Gross    | Thomas Rauscher         |
| Travis B. Welker | Jamie Kennedy    | Alexander Brem          |
| Aklark           | Keeno Lee Hector | Marc Rosenberg          |
| Dr. Rita Sims    | Tanya van Graan  | Katharina Schwarzmaier  |
| Dutch            | Greg Kriek       | Julian Manuel           |
| Vargas           | Christie Peruso  | Katharina Friedl        |